# Temporada 2025 del fútbol colombiano
La Temporada 2025 del fútbol colombiano abarca todas las actividades relativas a campeonatos de fútbol profesional, nacionales e internacionales, disputados por clubes colombianos, y por las selecciones nacionales de este país en sus diversas categorías.

## Torneos locales

### Categoría Primera A

#### Torneo Apertura
- Final

| Fecha                                                     | Ciudad   | Equipo local           | Resultado | Equipo visitante       |
| --------------------------------------------------------- | -------- | ---------------------- | --------- | ---------------------- |
| 24 de junio                                               | Bogotá   | Santa Fe               | 0 : 0     | Independiente Medellín |
| 29 de junio                                               | Medellín | Independiente Medellín | 1 : 2     | Santa Fe               |
| Santa Fe se coronó campeón con un marcador global de 2:1. |          |                        |           |                        |

|                              |
| Bandera de Colombia          |
| Campeón Santa Fe 10.º título |

#### Tabla de reclasificación
En la tabla de reclasificación se lleva a cabo la sumatoria de puntos de los clubes en todos los partidos de los dos torneos de primera división —el Apertura y el Finalización (incluyendo fases finales)—, con el objetivo de definir los equipos clasificados de Colombia a los torneos internacionales de Conmebol para el siguiente año.
- Copa Libertadores: Colombia 1 y Colombia 2 (que clasificarán directamente a la fase de grupos) corresponderán a los campeones del Apertura 2025 y Finalización 2025, respectivamente. Los cupos de Colombia 3 y Colombia 4 los tomarán los equipos mejor ubicados en la reclasificación (no campeón de Apertura, Finalización o Copa Colombia). Colombia 3 y Colombia 4 iniciarán su participación en la segunda fase.
- Copa Sudamericana: Colombia 1 corresponderá al campeón de la Copa Colombia 2025, Colombia 2, Colombia 3 y Colombia 4 irán a los tres siguientes clubes mejor ubicados en la tabla de reclasificación (no campeones de Apertura, Finalización o Copa Colombia), respectivamente. Los cuatro clasificados empezarán el torneo desde la primera fase.

Nota: En caso de que hubiera un mismo campeón en los torneos Apertura y Finalización, a la Copa Libertadores irán los tres mejores equipos en reclasificación no campeones de liga o copa. Si uno de los campeones del torneo Apertura o Finalización quedara campeón de la Copa Colombia 2025, el cupo Colombia 1 de la Copa Sudamericana lo tomará el tercer mejor ubicado en la reclasificación no campeón.

| Pos. | Equipo                 | Pts. | PJ | G  | E  | P  | GF | GC | Dif. |  |
| ---- | ---------------------- | ---- | -- | -- | -- | -- | -- | -- | ---- |  |
| 1    | Santa Fe (A)           | 61   | 35 | 17 | 10 | 8  | 46 | 36 | +10  |  |
| 2    | Independiente Medellín | 60   | 35 | 16 | 12 | 7  | 39 | 25 | +14  |  |
| 3    | Deportes Tolima        | 57   | 33 | 16 | 9  | 8  | 47 | 32 | +15  |  |
| 4    | Atlético Nacional (SL) | 55   | 33 | 15 | 10 | 8  | 55 | 33 | +22  |  |
| 5    | Junior                 | 55   | 33 | 15 | 10 | 8  | 44 | 31 | +13  |  |
| 6    | América de Cali        | 52   | 31 | 14 | 10 | 7  | 40 | 25 | +15  |  |
| 7    | Millonarios            | 48   | 31 | 13 | 9  | 9  | 39 | 30 | +9   |  |
| 8    | Deportivo Pereira      | 39   | 27 | 10 | 9  | 8  | 30 | 28 | +2   |  |
| 9    | Once Caldas            | 39   | 32 | 10 | 9  | 13 | 36 | 39 | −3   |  |
| 10   | Atlético Bucaramanga   | 36   | 25 | 10 | 6  | 9  | 33 | 28 | +5   |  |
| 11   | Alianza Valledupar     | 35   | 27 | 9  | 8  | 10 | 28 | 31 | −3   |  |
| 12   | Deportivo Pasto        | 34   | 25 | 9  | 7  | 9  | 27 | 28 | −1   |  |
| 13   | Deportivo Cali         | 33   | 27 | 7  | 12 | 8  | 24 | 29 | −5   |  |
| 14   | Llaneros               | 31   | 27 | 9  | 4  | 14 | 27 | 32 | −5   |  |
| 15   | Fortaleza CEIF         | 31   | 27 | 7  | 10 | 10 | 25 | 33 | −8   |  |
| 16   | Águilas Doradas        | 28   | 27 | 5  | 13 | 9  | 25 | 27 | −2   |  |
| 17   | Envigado F. C.         | 27   | 27 | 7  | 6  | 14 | 23 | 36 | −13  |  |
| 18   | Boyacá Chicó           | 26   | 27 | 5  | 11 | 11 | 20 | 40 | −20  |  |
| 19   | La Equidad             | 19   | 27 | 4  | 7  | 16 | 18 | 41 | −23  |  |
| 20   | Unión Magdalena        | 16   | 26 | 2  | 10 | 14 | 18 | 40 | −22  |  |

Actualizado a los partidos jugados el 19 de agosto de 2025.
 Fuente: Dimayor
|  | Clasificado a la Fase de grupos de la Copa Libertadores 2026. |
|  | Clasificado a la Segunda fase de la Copa Libertadores 2026.   |
|  | Clasificado a la Primera fase de la Copa Sudamericana 2026.   |

| (A)  | Campeón del Torneo Apertura 2025.         |
| (F)  | Campeón del Torneo Finalización 2025.     |
| (CC) | Campeón de la Copa Colombia 2025.         |
| (SL) | Campeón de la Superliga de Colombia 2025. |

##### Representantes en competición internacional
| Clasificado como | Copa Libertadores 2026                           | Copa Sudamericana 2026                            |
| ---------------- | ------------------------------------------------ | ------------------------------------------------- |
| Colombia 1       | Santa Fe                                         | Campeón de la Copa Colombia 2025                  |
| Colombia 2       | Campeón del Torneo Finalización 2025             | 3.er mejor ubicado en la tabla de reclasificación |
| Colombia 3       | Mejor ubicado en la tabla de reclasificación     | 4.° mejor ubicado en la tabla de reclasificación  |
| Colombia 4       | 2.° mejor ubicado en la tabla de reclasificación | 5.° mejor ubicado en la tabla de reclasificación  |

#### Tabla del descenso
Los ascensos y descensos en el fútbol colombiano se definen por la tabla del descenso, la cual promedia las campañas de los equipos en los últimos seis campeonatos. Los puntos de la tabla se obtienen de la división del puntaje total entre partidos jugados, únicamente en la fase de todos contra todos. Para el descenso a la Primera B al final del año 2025, se tendrán en cuenta los torneos 2023-I, 2023-II, 2024-I, 2024-II, 2025-I y 2025-II. Los equipos ascendidos desde la Primera B inician su promedio desde cero, sin heredar el promedio del último clasificado de la temporada anterior en la Primera A.
| Pos.                                        | Equipos                | PJ  | GF | GC | Dif. | Pts. | Prom. |
| ------------------------------------------- | ---------------------- | --- | -- | -- | ---- | ---- | ----- |
| 20.                                         | Unión Magdalena        | 26  | 18 | 40 | −22  | 16   | 0.615 |
| 19.                                         | Envigado F. C.         | 105 | 23 | 36 | −13  | 89   | 0.848 |
| 18.                                         | Boyacá Chicó           | 105 | 20 | 40 | −20  | 108  | 1.029 |
| 17.                                         | Llaneros               | 27  | 27 | 32 | −5   | 31   | 1.148 |
| 16.                                         | Deportivo Cali         | 105 | 24 | 29 | −5   | 122  | 1.162 |
| 15.                                         | La Equidad             | 105 | 18 | 41 | −23  | 126  | 1.2   |
| 14.                                         | Alianza Valledupar     | 105 | 28 | 31 | −3   | 126  | 1.2   |
| 13.                                         | Fortaleza CEIF         | 65  | 25 | 33 | −8   | 82   | 1.262 |
| 12.                                         | Once Caldas            | 104 | 32 | 32 | 0    | 138  | 1.327 |
| 11.                                         | Deportivo Pasto        | 103 | 27 | 28 | −1   | 137  | 1.33  |
| 10.                                         | Deportivo Pereira      | 105 | 30 | 28 | 2    | 144  | 1.371 |
| 9.                                          | Atlético Bucaramanga   | 103 | 33 | 28 | 5    | 148  | 1.437 |
| 8.                                          | Águilas Doradas        | 105 | 25 | 27 | −2   | 157  | 1.495 |
| 7.                                          | Santa Fe               | 105 | 36 | 29 | 7    | 166  | 1.581 |
| 6.                                          | Independiente Medellín | 105 | 29 | 19 | 10   | 171  | 1.629 |
| 5.                                          | Atlético Nacional      | 105 | 50 | 28 | 22   | 171  | 1.629 |
| 4.                                          | Junior                 | 105 | 42 | 23 | 19   | 172  | 1.638 |
| 3.                                          | Millonarios            | 103 | 34 | 26 | 8    | 173  | 1.68  |
| 2.                                          | América de Cali        | 103 | 33 | 18 | 15   | 174  | 1.689 |
| 1.                                          | Deportes Tolima        | 105 | 38 | 24 | 14   | 182  | 1.733 |
| Última actualización: 19 de agosto de 2025. |                        |     |    |    |      |      |       |

Fuente: Web oficial de Dimayor
|  | Zona de descenso a la Categoría Primera B para la temporada 2026. |

##### Cambios de categoría
| Descenso | Por definir |

| Ascenso | Por definir |

### Superliga de Colombia
| Fecha | Ciudad      | Equipo local         | Resultado | Equipo visitante     |
| --- | ----------- | -------------------- | --------- | -------------------- |
| 29 de enero | Medellín    | Atlético Nacional    | 1 : 1     | Atlético Bucaramanga |
| 6 de febrero | Bucaramanga | Atlético Bucaramanga | 0 : 0     | Atlético Nacional    |
| Atlético Nacional se coronó campeón con un marcador global de 1:1 y ganando 4:3 en los tiros desde el punto penal. |             |                      |           |                      |

|                                      |
| Bandera de Colombia                  |
| Campeón Atlético Nacional 4.º título |

## Torneos internacionales

### Copa Libertadores
| Equipo               | Fase final               | Pts. | PJ | PG | PE | PP | GF | GC | Dif. | Rend.  |
| -------------------- | ------------------------ | ---- | -- | -- | -- | -- | -- | -- | ---- | ------ |
| Atlético Nacional    | Octavos de final         | 11   | 8  | 3  | 2  | 3  | 8  | 7  | 1    | 45,8 % |
| Atlético Bucaramanga | Fase de grupos (Grupo E) | 6    | 6  | 1  | 3  | 2  | 6  | 10 | −4   | 33,3 % |
| Santa Fe             | Fase 2                   | 3    | 2  | 1  | 0  | 1  | 3  | 3  | 0    | 50 %   |
| Deportes Tolima      | Fase 2                   | 0    | 2  | 0  | 0  | 2  | 0  | 2  | −2   | 0 %    |

### Copa Libertadores Femenina
| Equipo      | Fase final     | Pts. | PJ | PG | PE | PP | GF | GC | Dif. | Rend. |
| ----------- | -------------- | ---- | -- | -- | -- | -- | -- | -- | ---- | ----- |
| Por definir | Por disputarse | 0    | 0  | 0  | 0  | 0  | 0  | 0  | 0    | 0 %   |
| Por definir | Por disputarse | 0    | 0  | 0  | 0  | 0  | 0  | 0  | 0    | 0 %   |

### Copa Sudamericana
| Equipo               | Fase final                       | Pts. | PJ | PG | PE | PP | GF | GC | Dif. | Rend.  |
| -------------------- | -------------------------------- | ---- | -- | -- | -- | -- | -- | -- | ---- | ------ |
| Once Caldas          | Cuartos de final (por disputar)  | 27   | 11 | 9  | 0  | 2  | 20 | 7  | 13   | 81,9 % |
| América de Cali      | Octavos de final                 | 13   | 11 | 2  | 7  | 2  | 11 | 10 | 1    | 39,4 % |
| Atlético Bucaramanga | Eliminatoria de octavos de final | 3    | 2  | 1  | 0  | 1  | 1  | 1  | 0    | 50 %   |
| Junior               | Primera fase                     | 1    | 1  | 0  | 1  | 0  | 2  | 2  | 0    | 33,3 % |
| Millonarios          | Primera fase                     | 0    | 1  | 0  | 0  | 1  | 0  | 1  | –1   | 0 %    |

### Copa Libertadores Sub-20
| Equipo         | Fase final     | Pts. | PJ | PG | PE | PP | GF | GC | Dif. | Rend.  |
| -------------- | -------------- | ---- | -- | -- | -- | -- | -- | -- | ---- | ------ |
| Fortaleza CEIF | Fase de grupos | 4    | 3  | 1  | 1  | 1  | 3  | 1  | 2    | 44,4 % |

## Selección nacional masculina

### Mayores
| Fecha           | Lugar                                                          | Rival     | Marcador | Competencia                                | Goles de Colombia             |
| --------------- | -------------------------------------------------------------- | --------- | -------- | ------------------------------------------ | ----------------------------- |
| 20 de marzo     | Estadio Nacional Mané Garrincha, Brasilia, Brasil              | Brasil    | 1 : 2    | Clasificación para la Copa Mundial de 2026 | 41' Luis Díaz                 |
| 25 de marzo     | Estadio Metropolitano Roberto Meléndez, Barranquilla, Colombia | Paraguay  | 2 : 2    | Clasificación para la Copa Mundial de 2026 | 1' Luis Díaz · 13' Jhon Durán |
| 6 de junio      | Estadio Metropolitano Roberto Meléndez, Barranquilla, Colombia | Perú      | 0 : 0    | Clasificación para la Copa Mundial de 2026 | Sin goles                     |
| 10 de junio     | Estadio Monumental, Buenos Aires, Argentina                    | Argentina | 1 : 1    | Clasificación para la Copa Mundial de 2026 | 24' Luis Díaz                 |
| 4 de septiembre | Estadio Metropolitano Roberto Meléndez, Barranquilla, Colombia | Bolivia   | :        | Clasificación para la Copa Mundial de 2026 |                               |
| 9 de septiembre | Estadio Monumental de Maturín, Maturín, Venezuela              | Venezuela | :        | Clasificación para la Copa Mundial de 2026 |                               |
| 11 de octubre   | AT&T Stadium, Arlington, Estados Unidos                        | México    | :        | Amistoso internacional                     |                               |
| 14 de octubre   | Sports Illustrated Stadium, Harrison, Estados Unidos           | Canadá    | :        | Amistoso internacional                     |                               |

### Sub-20
| Fecha            | Lugar                                                                       | Rival          | Marcador | Competencia                  | Goles de Colombia                                              |
| ---------------- | --------------------------------------------------------------------------- | -------------- | -------- | ---------------------------- | -------------------------------------------------------------- |
| 9 de enero       | Sede Deportiva FCF, Barranquilla, Colombia                                  | Perú           | 3 : 1    | Amistoso internacional       | 30' Kéner González · 47' Óscar Perea · 58' Juan Arizala        |
| 12 de enero      | Estadio Municipal Romelio Martínez, Barranquilla, Colombia                  | Perú           | 2 : 2    | Amistoso internacional       | 8' Kéner González · 41' Jordan Barrera                         |
| 26 de enero      | Estadio Misael Delgado, Valencia, Venezuela                                 | Argentina      | 1 : 1    | Sudamericano Sub-20          | 33' Óscar Perea                                                |
| 28 de enero      | Estadio Misael Delgado, Valencia, Venezuela                                 | Ecuador        | 1 : 0    | Sudamericano Sub-20          | 41' Néiser Villarreal                                          |
| 30 de enero      | Estadio Misael Delgado, Valencia, Venezuela                                 | Bolivia        | 3 : 2    | Sudamericano Sub-20          | 2' Néiser Villarreal · 14' Kéner González · 86' Jhon Montaño   |
| 1 de febrero     | Estadio Misael Delgado, Valencia, Venezuela                                 | Brasil         | 1 : 0    | Sudamericano Sub-20          | 47' Néiser Villarreal                                          |
| 4 de febrero     | Estadio Brígido Iriarte, Caracas, Venezuela                                 | Paraguay       | 4 : 0    | Sudamericano Sub-20          | 14' Jordan Barrera · 31', 51', 71' Néiser Villarreal           |
| 7 de febrero     | Estadio Olímpico de la Universidad Central de Venezuela, Caracas, Venezuela | Brasil         | 0 : 1    | Sudamericano Sub-20          | Sin goles                                                      |
| 10 de febrero    | Estadio Brígido Iriarte, Caracas, Venezuela                                 | Argentina      | 0 : 1    | Sudamericano Sub-20          | Sin goles                                                      |
| 13 de febrero    | Estadio Brígido Iriarte, Caracas, Venezuela                                 | Chile          | 3 : 1    | Sudamericano Sub-20          | 30' Óscar Perea · 50' Néiser Villarreal · 81' Royner Benítez   |
| 16 de febrero    | Estadio José Antonio Anzoátegui, Puerto La Cruz, Venezuela                  | Uruguay        | 3 : 1    | Sudamericano Sub-20          | 3' Néiser Villarreal · 15' Kéner González · 39' Carlos Sarabia |
| 21 de marzo      | Estadio Municipal Raúl Miranda, Yumbo, Colombia                             | Rusia          | 1 : 0    | Amistoso internacional       | 87' Royner Benítez                                             |
| 23 de marzo      | Estadio Olímpico Pascual Guerrero, Cali, Colombia                           | Rusia          | 2 : 2    | Amistoso internacional       | 44' Jordan Barrera · 69' Royner Benítez                        |
| 4 de junio       | Estadio 30 de Junio, El Cairo, Egipto                                       | Arabia Saudita | 2 : 1    | Kheops U20 Summit Of Nations | Jhojan Amaya · Jhon Montaño                                    |
| 6 de junio       | Estadio Petro Sport, Nuevo Cairo, Egipto                                    | Corea del Sur  | 1 : 0    | Kheops U20 Summit Of Nations | Jhon Montaño                                                   |
| 8 de junio       | Estadio Petro Sport, Nuevo Cairo, Egipto                                    | Islandia       | 3 : 1    | Kheops U20 Summit Of Nations | Weimar Rivas · Óscar Perea · Jhojan Amaya                      |
| 10 de junio      | Estadio 30 de Junio, El Cairo, Egipto                                       | Estados Unidos | 0 : 1    | Kheops U20 Summit Of Nations | Sin goles                                                      |
| 27 de julio      | Estadio Olímpico Pascual Guerrero, Cali, Colombia                           | Panamá         | 0 : 0    | Amistoso internacional       | Sin goles                                                      |
| 30 de julio      | Estadio Olímpico Pascual Guerrero, Cali, Colombia                           | Panamá         | 1 : 0    | Amistoso internacional       | 79' Emilio Aristizábal                                         |
| 29 de septiembre | Estadio Fiscal de Talca, Talca, Chile                                       | Arabia Saudita | :        | Copa Mundial Sub-20          |                                                                |
| 2 de octubre     | Estadio Fiscal de Talca, Talca, Chile                                       | Noruega        | :        | Copa Mundial Sub-20          |                                                                |
| 5 de octubre     | Estadio Fiscal de Talca, Talca, Chile                                       | Nigeria        | :        | Copa Mundial Sub-20          |                                                                |

#### Campeonato Sudamericano de Fútbol Sub-20
| Equipo                    | Pts. | PJ | PG | PE | PP | GF | GC | Dif. | Rend. |
| ------------------------- | ---- | -- | -- | -- | -- | -- | -- | ---- | ----- |
| Selección Colombia sub-20 | 19   | 9  | 6  | 1  | 2  | 16 | 7  | 9    | 70,4% |

- Resultado final: Tercer lugar. Clasificado a la Copa Mundial de Fútbol Sub-20.

#### Copa Mundial de Fútbol Sub-20
| Equipo                    | Pts. | PJ | PG | PE | PP | GF | GC | Dif. | Rend. |
| ------------------------- | ---- | -- | -- | -- | -- | -- | -- | ---- | ----- |
| Selección Colombia sub-20 | 0    | 0  | 0  | 0  | 0  | 0  | 0  | 0    | 0 %   |

- Resultado final: Por disputar.

### Sub-17
| Fecha           | Lugar                                                            | Rival           | Marcador           | Competencia            | Goles de Colombia                                                                  |
| --------------- | ---------------------------------------------------------------- | --------------- | ------------------ | ---------------------- | ---------------------------------------------------------------------------------- |
| 27 de enero     | Villa Deportiva Nacional, Lima, Perú                             | Perú            | 2 : 1              | Amistoso internacional | 25' Ángel Mora · 27' Santiago Londoño                                              |
| 30 de enero     | Villa Deportiva Nacional, Lima, Perú                             | Perú            | 3 : 1              | Amistoso internacional | 28' Ángel Mora · 46' Santiago Londoño · 90+2' Cristian Flórez                      |
| 19 de febrero   | Complejo Deportivo Quilín, Santiago de Chile, Chile              | Chile           | 1 : 0              | Amistoso internacional | 22' Miguel Agámez                                                                  |
| 21 de febrero   | Complejo Deportivo Quilín, Santiago de Chile, Chile              | Chile           | 1 : 0              | Amistoso internacional | ST' Cristian Flórez                                                                |
| 17 de marzo     | Sede Deportiva FCF, Barranquilla, Colombia                       | Venezuela       | 0 : 1              | Amistoso internacional | Sin goles                                                                          |
| 20 de marzo     | Sede Deportiva FCF, Barranquilla, Colombia                       | Venezuela       | 0 : 1              | Amistoso internacional | Sin goles                                                                          |
| 27 de marzo     | Estadio Jaraguay, Montería, Colombia                             | Chile           | 1 : 0              | Sudamericano Sub-17    | 75' Santiago Londoño                                                               |
| 29 de marzo     | Estadio Jaraguay, Montería, Colombia                             | Perú            | 2 : 0              | Sudamericano Sub-17    | 86' Ashley Trujillo · 90+5' Cristian Flórez                                        |
| 2 de abril      | Estadio Jaraguay, Montería, Colombia                             | Paraguay        | 0 : 1              | Sudamericano Sub-17    | Sin goles                                                                          |
| 5 de abril      | Estadio Olímpico Jaime Morón León, Cartagena de Indias, Colombia | Argentina       | 2 : 1              | Sudamericano Sub-17    | 10' Criss Macías · 16' Santiago Londoño                                            |
| 9 de abril      | Estadio Olímpico Jaime Morón León, Cartagena de Indias, Colombia | Venezuela       | 5 : 1              | Sudamericano Sub-17    | 16', 37', 55' (pen.) Santiago Londoño · 82' Cristian Flórez · 87' Yeminson Urrutia |
| 12 de abril     | Estadio Olímpico Jaime Morón León, Cartagena de Indias, Colombia | Brasil          | 1 : 1 (1 : 4 pen.) | Sudamericano Sub-17    | 41' Jhon Sevillano                                                                 |
| 26 de junio     | Complejo Deportivo FCRF-Plycem, San Rafael, Costa Rica           | Costa Rica      | 2 : 0              | Amistoso internacional | 38' (pen.) Kevin Angulo · 51' Juan Cataño                                          |
| 28 de junio     | Complejo Deportivo FCRF-Plycem, San Rafael, Costa Rica           | Costa Rica      | 2 : 1              | Amistoso internacional | 35' Camilo Amú · 59' Gilberto Saavedra                                             |
| 4 de noviembre  | Aspire Zone, Rayán, Catar                                        | Alemania        | :                  | Copa Mundial Sub-17    |                                                                                    |
| 7 de noviembre  | Aspire Zone, Rayán, Catar                                        | El Salvador     | :                  | Copa Mundial Sub-17    |                                                                                    |
| 10 de noviembre | Aspire Zone, Rayán, Catar                                        | Corea del Norte | :                  | Copa Mundial Sub-17    |                                                                                    |

#### Campeonato Sudamericano de Fútbol Sub-17
| Equipo                    | Pts. | PJ | PG | PE | PP | GF | GC | Dif. | Rend. |
| ------------------------- | ---- | -- | -- | -- | -- | -- | -- | ---- | ----- |
| Selección Colombia sub-17 | 13   | 6  | 4  | 1  | 1  | 11 | 4  | 7    | 72,2% |

- Resultado final: Subcampeón. Clasificado a la Copa Mundial de Fútbol Sub-17.

#### Copa Mundial de Fútbol Sub-17
| Equipo                    | Pts. | PJ | PG | PE | PP | GF | GC | Dif. | Rend. |
| ------------------------- | ---- | -- | -- | -- | -- | -- | -- | ---- | ----- |
| Selección Colombia sub-17 | 0    | 0  | 0  | 0  | 0  | 0  | 0  | 0    | 0 %   |

- Resultado final: Por disputar.

### Sub-16
| Fecha         | Lugar                                        | Rival           | Marcador | Competencia                     | Goles de Colombia   |
| ------------- | -------------------------------------------- | --------------- | -------- | ------------------------------- | ------------------- |
| 28 de febrero | Pinatar Arena, San Pedro del Pinatar, España | Inglaterra      | 0 : 4    | UEFA U16 Development Tournament | Sin goles           |
| 2 de marzo    | Pinatar Arena, San Pedro del Pinatar, España | Francia         | 1 : 5    | UEFA U16 Development Tournament | 15' Rafael Escorcia |
| 5 de marzo    | Pinatar Arena, San Pedro del Pinatar, España | Dinamarca       | 0 : 3    | UEFA U16 Development Tournament | Sin goles           |
| 4 de junio    | Estadio J-Village, Hirono/Naraha, Japón      | Japón           | 0 : 1    | U16 International Dream Cup     | Sin goles           |
| 6 de junio    | Estadio J-Village, Hirono/Naraha, Japón      | Francia         | 0 : 1    | U16 International Dream Cup     | Sin goles           |
| 8 de junio    | Estadio J-Village, Hirono/Naraha, Japón      | Costa de Marfil | 0 : 1    | U16 International Dream Cup     | Sin goles           |

## Selección nacional femenina

### Mayores
| Fecha           | Lugar                                                     | Rival          | Marcador           | Competencia                                | Goles de Colombia |
| --------------- | --------------------------------------------------------- | -------------- | ------------------ | ------------------------------------------ | --- |
| 20 de febrero   | Shell Energy Stadium, Houston, Estados Unidos             | Estados Unidos | 0 : 2              | Copa SheBelieves 2025                      | Sin goles |
| 23 de febrero   | State Farm Stadium, Glendale, Estados Unidos              | Japón          | 1 : 4              | Copa SheBelieves 2025                      | 45+4' Linda Caicedo |
| 26 de febrero   | Snapdragon Stadium, San Diego, Estados Unidos             | Australia      | 2 : 1              | Copa SheBelieves 2025                      | 15' Wendy Bonilla · 73' Catalina Usme |
| 6 de abril      | Estadio Yodoko Sakura, Osaka Japón                        | Japón          | 1 : 1              | Amistoso internacional                     | 35' Karla Torres |
| 8 de abril      | Estadio J Green, Sakai, Japón                             | Japón          | 1 : 6              | Amistoso internacional                     | 73' Daniela Caracas |
| 30 de mayo      | Incheon Namdong Asiad Rugby Field, Incheon, Corea del Sur | Corea del Sur  | 1 : 0              | Amistoso internacional                     | 26' Catalina Usme |
| 2 de junio      | Estadio Yongin Mireu, Yongin, Corea del Sur               | Corea del Sur  | 1 : 1              | Amistoso internacional                     | 63' (a.g.) Kim Jin-hui |
| 27 de junio     | Estadio Olímpico Benito Juárez, Ciudad Juárez, México     | México         | 0 : 0              | Amistoso internacional                     | Sin goles |
| 2 de julio      | Estadio Agustín Coruco Díaz, Zacatepec, México            | México         | 0 : 1              | Amistoso internacional                     | Sin goles |
| 16 de julio     | Estadio Gonzalo Pozo Ripalda, Quito, Ecuador              | Venezuela      | 0 : 0              | Copa América Femenina 2025                 | Sin goles |
| 19 de julio     | Estadio Gonzalo Pozo Ripalda, Quito, Ecuador              | Paraguay       | 4 : 1              | Copa América Femenina 2025                 | 13', 83' Linda Caicedo · 57' Mayra Ramírez · 90+4' Leicy Santos                                                                                             |
| 22 de julio     | Estadio Gonzalo Pozo Ripalda, Quito, Ecuador              | Bolivia        | 8 : 0              | Copa América Femenina 2025                 | 9', 33' Daniela Montoya · 13' Mayra Ramírez · 37' (a.g.) Anabel Flores · 43' Linda Caicedo · 56' Wendy Bonilla · 70' Jorelyn Carabalí · 90+3' Valerin Loboa |
| 25 de julio     | Estadio IDV, Quito, Ecuador                               | Brasil         | 0 : 0              | Copa América Femenina 2025                 | Sin goles |
| 28 de julio     | Estadio Rodrigo Paz Delgado, Quito, Ecuador               | Argentina      | 0 : 0 (5 : 4 pen.) | Copa América Femenina 2025                 | Sin goles |
| 2 de agosto     | Estadio Rodrigo Paz Delgado, Quito, Ecuador               | Brasil         | 4 : 4 (4 : 5 pen.) | Copa América Femenina 2025                 | 25' Linda Caicedo · 69' (a.g.) Tarciane · 88' Mayra Ramírez · 115' Leicy Santos                                                                             |
| 24 de octubre   | Estadio Atanasio Girardot, Medellín, Colombia             | Perú           | :                  | Liga de Naciones Femenina Conmebol 2025-26 | |
| 28 de octubre   | Estadio Banco Guayaquil, Quito, Ecuador                   | Ecuador        | :                  | Liga de Naciones Femenina Conmebol 2025-26 | |
| 28 de noviembre | Por definir, Bolivia                                      | Bolivia        | :                  | Liga de Naciones Femenina Conmebol 2025-26 | |

#### Copa América Femenina
| Equipo             | Pts. | PJ | PG | PE | PP | GF | GC | Dif. | Rend. |
| ------------------ | ---- | -- | -- | -- | -- | -- | -- | ---- | ----- |
| Selección Colombia | 10   | 6  | 2  | 4  | 0  | 16 | 5  | 11   | 55,6% |

- Resultado final: Subcampeona y clasificada a los Juegos Olímpicos de Los Ángeles 2028.

### Sub-17
| Fecha         | Lugar                                               | Rival           | Marcador           | Competencia            | Goles de Colombia                              |
| ------------- | --------------------------------------------------- | --------------- | ------------------ | ---------------------- | ---------------------------------------------- |
| 31 de marzo   | Hasan Dogan Spor Kompleksi, Riva, Turquía           | Zambia          | 0 : 0 (5 : 4 pen.) | UEFA Friendship Cup    | Sin goles                                      |
| 3 de abril    | Hasan Dogan Spor Kompleksi, Riva, Turquía           | Tailandia       | 1 : 1 (3 : 0 pen.) | UEFA Friendship Cup    | 43' María Baldovino                            |
| 6 de abril    | Hasan Dogan Spor Kompleksi, Riva, Turquía           | Turquía         | 1 : 0              | UEFA Friendship Cup    | 57' Isabella Amado                             |
| 9 de abril    | Hasan Dogan Spor Kompleksi, Riva, Turquía           | Finlandia       | 0 : 0 (3 : 1 pen.) | UEFA Friendship Cup    | Sin goles                                      |
| 30 de abril   | Estadio Palogrande, Manizales, Colombia             | Argentina       | 2 : 2              | Sudamericano Sub-17    | 86' (pen.) Ella Martínez · 90' María Baldovino |
| 2 de mayo     | Estadio Palogrande, Manizales, Colombia             | Venezuela       | 3 : 0              | Sudamericano Sub-17    | 20', 30', 73' María Baldovino                  |
| 6 de mayo     | Estadio Palogrande, Manizales, Colombia             | Chile           | 0 : 1              | Sudamericano Sub-17    | Sin goles                                      |
| 9 de mayo     | Estadio Francisco Rivera Escobar, Palmira, Colombia | Paraguay        | 1 : 1              | Sudamericano Sub-17    | 76' Eidy Ruiz                                  |
| 12 de mayo    | Estadio Olímpico Pascual Guerrero, Cali, Colombia   | Perú            | 3 : 0              | Sudamericano Sub-17    | 20', 46', 85' María Baldovino                  |
| 15 de mayo    | Estadio Francisco Rivera Escobar, Palmira, Colombia | Ecuador         | 0 : 0              | Sudamericano Sub-17    | Sin goles                                      |
| 18 de mayo    | Estadio Olímpico Pascual Guerrero, Cali, Colombia   | Chile           | 1 : 0              | Sudamericano Sub-17    | 12' Maura Henao                                |
| 21 de mayo    | Estadio Olímpico Pascual Guerrero, Cali, Colombia   | Paraguay        | 0 : 1              | Sudamericano Sub-17    | Sin goles                                      |
| 24 de mayo    | Estadio Olímpico Pascual Guerrero, Cali, Colombia   | Brasil          | 0 : 1              | Sudamericano Sub-17    | Sin goles                                      |
| 20 de agosto  | Complejo Deportivo Quilín, Santiago, Chile          | Chile           | :                  | Amistoso internacional |                                                |
| 22 de agosto  | Complejo Deportivo Quilín, Santiago, Chile          | Chile           | :                  | Amistoso internacional |                                                |
| 19 de octubre | Academia de Fútbol Mohammed VI, Salé, Marruecos     | España          | :                  | Copa Mundial Sub-17    |                                                |
| 22 de octubre | Academia de Fútbol Mohammed VI, Salé, Marruecos     | Costa de Marfil | :                  | Copa Mundial Sub-17    |                                                |
| 25 de octubre | Academia de Fútbol Mohammed VI, Salé, Marruecos     | Corea del Sur   | :                  | Copa Mundial Sub-17    |                                                |

#### Campeonato Sudamericano Femenino de Fútbol Sub-17
| Equipo                    | Pts. | PJ | PG | PE | PP | GF | GC | Dif. | Rend. |
| ------------------------- | ---- | -- | -- | -- | -- | -- | -- | ---- | ----- |
| Selección Colombia sub-17 | 12   | 9  | 3  | 3  | 3  | 10 | 6  | 4    | 44,4% |

- Resultado final: Cuarto lugar. Clasificada a la Copa Mundial Femenina de Fútbol Sub-17.

#### Copa Mundial Femenina de Fútbol Sub-17
| Equipo                    | Pts. | PJ | PG | PE | PP | GF | GC | Dif. | Rend. |
| ------------------------- | ---- | -- | -- | -- | -- | -- | -- | ---- | ----- |
| Selección Colombia sub-17 | 0    | 0  | 0  | 0  | 0  | 0  | 0  | 0    | 0%    |

- Resultado final: Por disputar.